# Yogeshwar Dutt
Yogeshwar Dutt, né le 2 novembre 1982 dans le district de Sonipat, est un lutteur libre indien.

## Biographie
Le 11 août 2012, il obtient la médaille de bronze aux Jeux olympiques de Londres en catégorie des moins de 60 kg. Cependant en août 2016, est annoncée la positivité du vainqueur Toghrul Asgarov et du second Kudukhov, ce qui devrait aboutir à redonner le titre olympique à Dutt.